# رابطة مكافحة التشهير
رابطة مكافحة التشهير (بالإنجليزية: Anti-Defamation League) هي منظمة يهودية غير حكومية تعنى بالدفاع عن الحقوق المدنية وتتخذ من الولايات المتحدة مقرًا لها، تدعم المنظمة إسرائيل وتؤيد حل الدولتين الذي يضمن حقوق الشعب الفلسطيني. تعمل المنظمة على مكافحة معاداة السامية أو ما يعرف بالعداء لليهود في كافحة انحاء العالم.
ترصد الرابطة ما تنشره وسائل الإعلام عامة عن اليهود، وخاصة وسائل الإعلام في الدول العربية والإسلامية. وتصدر نشرات دورية بهذا الخصوص ترفعها إلى الساسة الأمريكيين ونواب الكونغرس الأمريكي.
بالرغم من أنها منظمة يهودية الا أنها تعمل على الدفاع عن حقوق جميع الاقليات الدينية في الولايات المتحدة وبضمنهم الامريكيين المسلمين. نشطت المنظمة في الضغط على الكونغرس الأمريكي لاستقبال اللاجثين السوريين في اميركا وقامت بترويج منهج دراسي لمكافحة ألأسلاموفوبيا. شعار الرابطة هو مكافحة التشهير بالشعب اليهودي وتأمين العدالة للجميع.
تقوم الرابطة بمراقبة نشاطات عصابات وميليشيات اليمين المتطرف في الولايات المتحدة والجماعات المناهضة للمهاجرين والمسلمين. تحظى الرابطة بتقدير عالي لدورها التأريخي في ضمان الحرية الدينية عن طريق ترسيخ مبدأ فصل الدين عن الدولة.
شنت الرابطة حملة قوية ضد الناشطة المعادية للإسلام باميلا جيلر مما حرم الاخيرة من الادعاء بانها تحظى بتأييد اليهود في أمريكا. بالرغم من نشاطات المنظمة المدافعة عن المسلمين الا انها تستهدف من قبل المنظمات المتطرفة الداعمة للفلسطينيين.
جوناثان جرينبلات هو الرئيس الحالي للمنظمة وهو ناشط في مجال العدالة الاجتماعية وكان يعمل مستشارا خاصا للرئيس باراك أوباما.
كان إبراهام فوكسمان المدير الوطني لها منذ عام 1987 ولمدة ربع قرن تقريبًا. أُعلن في نوفمبر 2014 أن جوناثان جرينبلاث سيخلف فوكسمان مديرًا وطنيًا للرابطة في يوليو عام 2015. الرئيس الوطني هو أيستا غوردون إيبشتين. تمتلك الرابطة 25 مكتبًا في الولايات المتحدة وهي ناشطة أيضًا في الخارج.
انتُقدت رابطة مكافحة التشهير بسبب دعمها لإسرائيل، واتهامها بالتجسس المحلي، وموقفها السابق من الإبادة الجماعية للأرمن، واحتمالية الخلط بين معارضة حكومة إسرائيل ومعاداة السامية.

## أصولها
تأسست في نهايات شهر سبتمبر من عام 1913 من قبل منظمة بناي بيرث، وكان سيجموند ليفينغستون أول رئيسٍ لها، وينص ميثاق الرابطة على ما يلي:
الهدف الحالي للرابطة هو إيقاف التشهير بالأشخاص اليهود، من خلال مناشدة العقل والضمير، وإذا لزم الأمر من خلال اللجوء إلى القانون. هدفها الأساسي هو ضمان العدالة والمعاملة بإنصاف لكل المواطنين على حدّ سواء، ووضع حد للأبد للتمييز الظالم وغير العادل أو السخرية من أي طائفة أو مجموعة من المواطنين.
أسست منظمةُ بناي بريث رابطةَ مكافحة التشهير ردًا على الهجمات والاعتداءات العنصرية التي يتعرض لها اليهود في الولايات المتحدة، إذ تحدث أدولف كراوس عن إدانة ليو فرانك الأخيرة عندما أعلن عن إنشاء رابطة مكافحة التشهير.

## أهدافها
الهدف المُصرح عنه لرابطة مكافحة التشهير هو محاربة:
معاداة السامية وجميع أشكال التعصب الديني (في الولايات المتحدة) وخارجها، ومكافحة الإرهاب الدولي، والبحث عن جذور الكراهية، والدفاع أمام الكونغرس في الولايات المتحدة، وتقديم المساعدة لضحايا التعصب الديني، وتنمية البرامج التعليمية، والعمل بمثابة مصدر عام للحكومة ولوسائل الإعلام ولتنفيذ القانون وللعامة، وكل ذلك بهدف محاربة الكراهية والحد منها.
تاريخيًا، عارضت رابطة مكافحة التشهير المجموعات والأفراد الذين اعتبرتهم معادين للسامية أو عنصريين، بمن فيهم: النازيون، والكو كلوس كلان، وهنري فورد، والأب تشارلز كافلين (زعيم الجبهة المسيحية)، وحركة الهوية المسيحية، والرابطة الألمانية الأمريكية، والنازيون الجدد، وحركة الميليشيا الأمريكية وحليقو الرؤوس سيادة البيض (على الرغم من أن الرابطة تعترف بوجود حليقي الرؤوس المناهضين للعنصرية أيضًا). تصدر رابطة مكافحة التشهير تقارير عن بلدان متنوعة بما يتعلق بحوادث الهجوم المعادية لليهود وبنشر المعلومات والإشاعات.

تضمن رابطة مكافحة التشهير أن بعض أشكال معاداة الصهيونية وانتقادات الحكومة الإسرائيلية لا تتخطى حدودها لتتحول إلى معاداةٍ للسامية. تصرّح رابطة مكافحة التشهير بما يلي:
لا يعتبر انتقاد إجراءات معينة أو سياسات تخص إسرائيل معاداةً للسامية. ومن المؤكد أن دولة إسرائيل ذات السيادة يمكن أن تُنتقد بشكل شرعي كأي بلد آخر في العالم. على كل حال، من غير الممكن إنكار وجود انتقادات لإسرائيل و«الصهيونية» تُستخدم قناعًا لمعاداة السامية.
منذ عام 2010، نشرت رابطة مكافحة التشهير قائمةً «بعشر منظمات قيادية مسؤولة عن الإساءة لإسرائيل في الولايات المتحدة»، من بينها: منظمة (ANSWER)، وحركة التضامن العالمية، ومنظمة الصوت اليهودي من أجل السلام بسبب دعواتها لحركة المقاطعة وسحب الاستثمارات وفرض العقوبات.

### الفصل بين الكنيسة والدولة
أحد أهم الأشياء التي تركز عليها رابطة مكافحة التشهير هي الحرية الدينية للجميع على اختلاف معتقداتهم. في سياق المدارس الحكومية، اتخذت الرابطة موقفًا مفاده أنه باعتبار أن الخلقية والتصميم الذكي هي معتقدات دينية، وباعتبار أن الحكومة ممنوعة من التصديق على أي ديانة محددة، فلا يجب أن تُدرّس في صفوف العلوم: «يضمن دستور الولايات المتحدة حقوق الأمريكيين بالإيمان بنظريات الخلق الدينية (إضافة إلى نظريات أخرى)، لكنه لا يسمح بأن تُدرّس في صفوف العلوم في المدارس العامة». وبشكل مشابه، تدعم رابطة مكافحة التشهير السابقة القانونية التي تفيد بعدم دستورية أن تنشر الحكومة الأمريكية الوصايا العشر في المحاكم والمدارس والأماكن العامة الأخرى. «الحرية الدينية الحقيقية تعني التحرر من فرض الحكومة لدين الأغلبية على جميع المواطنين». استنكرت رابطة مكافحة التشهير منهاج الكتاب المقدس المدرسي الصادر عن المجلس الوطني لمناهج الكتاب المقدس في المدارس العامة قائلةً إنه يثير «مشكلات دستورية خطيرة» و«يدعو إلى قبول تفسير أحد التعاليم الدينية للكتاب المقدس على تفسير آخر». عارضت الرابطة الاقتراح 8 وأيدت قانون ماثيو شيبارد.

### التوعية بالهولوكوست
ترى رابطة مكافحة التشهير أنه من المهم ألّا ننسى الهولوكوست، من أجل منع تكرار وقوع أي إبادة جماعية أخرى. إلى جانب رعاية الأحداث التي تعارض منكري الهولوكوست ومنقحيها، فإن رابطة مكافحة التشهير تنشط في الحث على إنهاء التطهير العرقي والمذابح الجماعية في أماكن مثل البوسنة ودارفور والسودان.[بحاجة لمصدر] تمنح الرابطة جائزتها التي تحمل اسم شجاعة الاهتمام لتكريم المُنقذين من اليهود أثناء الهولوكوست.[بحاجة لمصدر]
عارضت الرابطة حملة إعلانية لمنظمة الأشخاص الذين يطالبون بمعاملة مساوية للحيوانات (بيتا) التي بدأت في عام 2003 وساوت بين أكل اللحوم والهولوكوست. صرحت الرابطة من خلال بيان صحفي أن «جهود منظمة بيتا للحصول على الموافقة على حملة «هولوكوست على مائدتك» شنيعة ومهينة ووصلت وقاحتها لدرجة كبيرة. إذ إنه بدلًا من تعميق اشمئزازنا مما فعله النازيون باليهود، فإن المشروع سيقلل من قيمة الكفاح من أجل فهم الهولوكوست وإيجاد طرق للتأكد من أن مثل هذه الكوارث لن تحدث مجددًا». في شهر مايو عام 2005، اعتذرت منظمة بيتا على حملتها، عندما صرحت رئيسة المنظمة إنغريد نيوكيرك أن التسبب بالألم «لم يكن أبدًا هدفنا، ونحن آسفون للغاية».

### .متابعة المحتوى عبر الإنترنت
باعتبار أن جزءًا من أهداف الرابطة معارضة معاداة السامية، فإن رابطة مكافحة التشهير أسست «مركز التكنولوجيا والمجتمع» من أجل استهداف الإزعاجات عبر الإنترنت. الهدف من هذا المركز هو مكافحة التنمر الإلكتروني من خلال البحث والتعليم والتدخلات النشطة عبر المواظبة وتطبيق القانون. شاركت الرابطة في برنامج الراية الموثوقة (Trusted Flagger)، وشجعت يوتيوب لإزالة الفيديوهات المصنفة على أنها خطاب كراهية، مشيرةً إلى الحاجة «لمكافحة الاستخدام الإرهابي لمصادر الإنترنت والفضاء الإلكتروني».